# Лас-Маріас (Пуерто-Рико)
Лас-Маріас (ісп. Las Marías, МФА: [laz maˈɾi.as]) — муніципалітет Пуерто-Рико, острівної території у складі США. Заснований 1871 року.

## Географія
Площа суходолу муніципалітету складає 119 км² (32-е місце за цим показником серед 78 муніципалітетів Пуерто-Рико).

## Демографія
Станом на 2010 рік на території муніципалітету мешкало 9 881 ос.
Динаміка чисельності населення:

## Населені пункти
Основним населеним пунктом муніципалітету Лас-Маріас є однойменне місто:
| Населений пункт | Статус | Населення :   | Населення :   | Населення :   |
| Населений пункт | Статус | на 01.04.1990 | на 01.04.2000 | на 01.04.2010 |
| --------------- | ------ | ------------- | ------------- | ------------- |
| Лас-Маріас      | Місто  | 901           | 988           | 806           |